# Savona Foot-Ball Club 1973-1974
Questa voce raccoglie le informazioni riguardanti il Savona Foot-Ball Club nelle competizioni ufficiali della stagione 1973-1974.

## Rosa
| N. |                   | Ruolo | Calciatore         |
| -- | ----------------- | ----- | ------------------ |
|    | Italia (bandiera) | D     | Stefano Andreoli   |
|    | Italia (bandiera) | A     | Giorgio Ardemagni  |
|    | Italia (bandiera) | C     | Luigi Bosca        |
|    | Italia (bandiera) | D     | Battista Brignole  |
|    | Italia (bandiera) | D     | Sergio Budicin     |
|    | Italia (bandiera) | A     | Brunio Buscaglia   |
|    | Italia (bandiera) | D     | Francesco Canepa   |
|    | Italia (bandiera) | C     | Giovanni Capra     |
|    | Italia (bandiera) | C     | Piero Cucchi       |
|    | Italia (bandiera) | D     | Franco Della Donna |

| N. |                   | Ruolo | Calciatore       |
| -- | ----------------- | ----- | ---------------- |
|    | Italia (bandiera) |       | Manitto          |
|    | Italia (bandiera) | C     | Eugenio Matteoni |
|    | Italia (bandiera) | A     | Vittorio Panucci |
|    | Italia (bandiera) | P     | Ermes Paterlini  |
|    | Italia (bandiera) | A     | Osvaldo Pavoni   |
|    | Italia (bandiera) | D     | Bruno Perlo      |
|    | Italia (bandiera) | C     | Marco Rossi      |
|    | Italia (bandiera) | D     | Santino Tirico   |
|    | Italia (bandiera) | C     | Paolo Tuttino    |